# Fluttuazione quantistica

Animazione 3D delle fluttuazioni quantistiche

In meccanica quantistica, le fluttuazioni quantistiche sono continui mutamenti temporanei nello stato di energia dello spazio vuoto, in accordo con il principio di indeterminazione di Heisenberg, che consentono la creazione di coppie virtuali particella-antiparticella. Pertanto il vuoto è in realtà sede di incessanti processi di creazione e annichilazione, che non appaiono perché la scala di energia è piccola e le fluttuazioni tendono ad annullarsi l'un l'altra.

## Principi
In base al principio di indeterminazione, l'energia e il tempo sono legati tra loro dalla relazione
{\displaystyle \Delta E\Delta t\geq {h \over 4\pi }}
Questo significa che la conservazione dell'energia può essere violata, ma solo per brevissimi periodi di tempo: minore è l'energia presente nella fluttuazione, tanto più a lungo la violazione può persistere. L'indeterminazione quantistica permette quindi l'apparizione nel vuoto di piccole quantità di energia di un valore sufficiente ad assumere la forma di coppie particella-antiparticella di vita molto breve, ad esempio una coppia elettrone-positrone. Gli effetti di queste particelle sono misurabili, ad esempio sulla carica effettiva dell'elettrone, che è diversa dalla sua carica "nuda", o nell'effetto Casimir.
L'energia è sempre conservata, ma gli autovalori dell'operatore hamiltoniano dell'energia osservabile non sono gli stessi (cioè non commutano) degli operatori numerici delle particelle. Le fluttuazioni quantistiche avrebbero giocato un ruolo molto importante nel determinare la struttura dell'universo primordiale dopo il Big Bang, essendo state amplificate dall'espansione nel modello dell'inflazione cosmica e formando il nucleo originario di tutte le strutture attualmente osservabili.